# Ana Penyas
Ana Penyas (Valencia, 1987) es una ilustradora española que, en 2018, se convirtió en la primera mujer en ganar el Premio Nacional del Cómic.

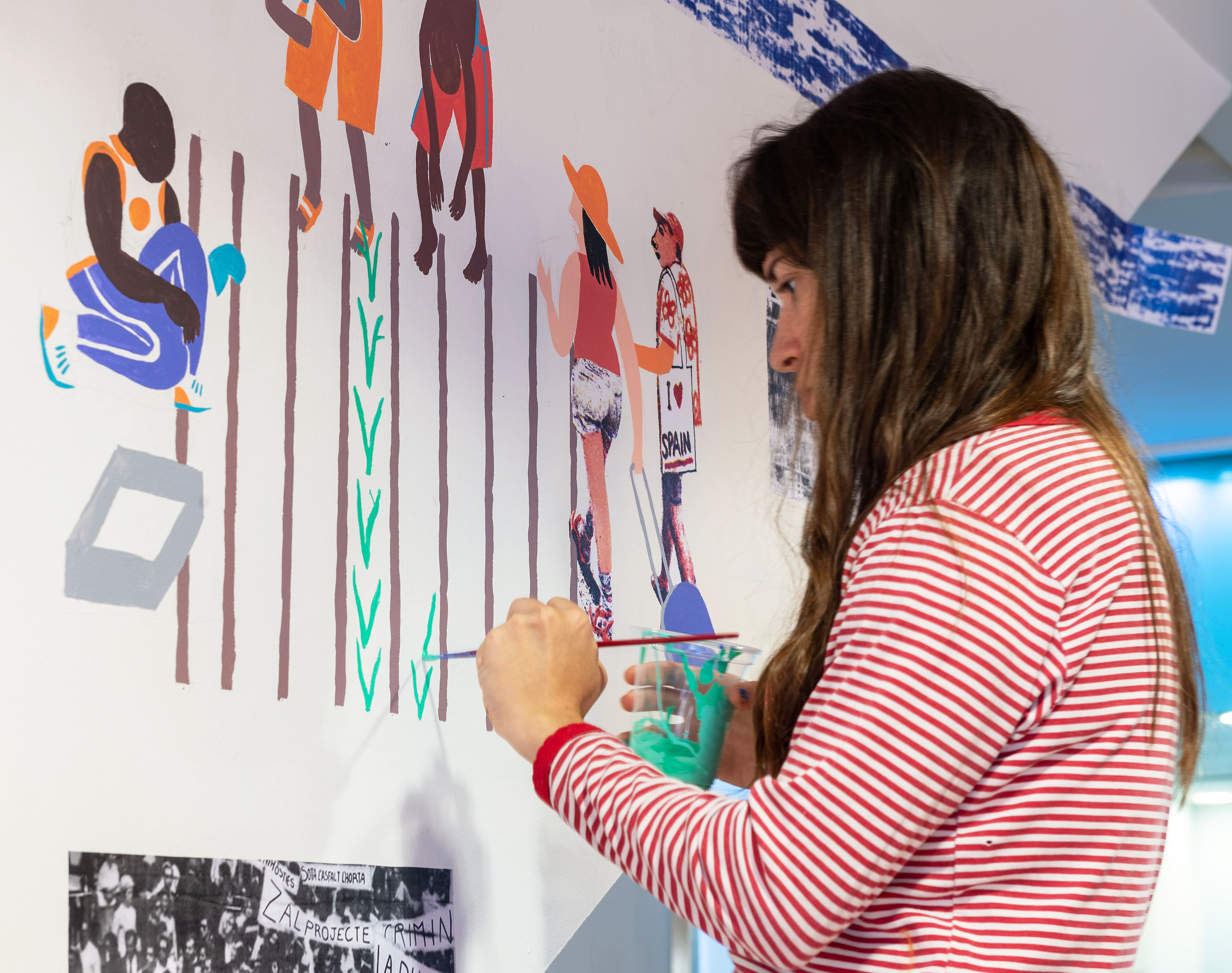
Ana Penyas en el IVAM de Valencia.

## Trayectoria
Diplomada en Diseño industrial y graduada en Bellas Artes en la Universidad Politécnica de Valencia, Penyas fue seleccionada en 2015 para realizar una residencia artística en Oporto (Portugal). También ha realizado residencias artísticas en la feria de ilustración de Madrid Ilustrísima y en el festival de autoedición de Valencia Tenderete con varios proyectos de autoedición.
Penyas ha realizado exposiciones individuales en la O! Galería de Lisboa en 2015, y en Estudio 64 de Valencia en 2016. También ha participado en varias exposiciones colectivas en Valencia en 2016, con el proyecto Refugio Ilustrado y AnArco. Como ilustradora, ha trabajado para la revista Pikara Magazine, y también ha colaborado con el proyecto sonográfico Hits With Tits y la plataforma CIES NO. Ha publicado con las editoriales Barlin Libros, Salamandra Graphic, Libros del Zorro Rojo, Mil razones, Libros del K.O., la web cultural MipetitMadrid, elHype y la revista Bostezo.
En 2021 ha publicado su última novela gráfica titulada Todo bajo el sol en la cual retrata la especulación urbanística y el turismo de masas en la zona del Levante peninsular.

## Reconocimientos
En Iberoamérica Ilustra 2015, recibió una mención especial con la serie «Viaje al interior» y, un año después, en 2016, ganó el VII Catálogo Iberoamericano Ilustra con «Buscando un sitio». En 2016, recibió el Premio Internacional de Novela Gráfica Fnac-Salamandra Graphic con el que pudo publicar en 2017 su primera novela gráfica Estamos todas bien, un homenajea a las mujeres de la posguerra desde una perspectiva feminista. En 2018 fue proclamada autora revelación en el Salón Internacional del Cómic de Barcelona.
El 16 de octubre de 2018, Penyas fue galardonada con el Premio Nacional de Cómic por su primera novela gráfica Estamos todas bien (2018). Este premio lo otorga anualmente el Ministerio de Cultura y Deporte y tiene como objeto distinguir la mejor obra de esta especialidad publicada en cualquiera de las lenguas del Estado durante el año 2017 y está dotado con 20.000 euros. En esta duodécima edición del certamen, Penyas ha sido la primera mujer en recibir este reconocimiento.
En febrero de 2022, recibe el IV Premio ACDCómic a mejor obra nacional, que otorga la Asociación de Críticos y Divulgadores del Cómic de España (ACDCómic), con su obra 'Todo bajo el sol' (Salamandra Graphic).

## Obra
- 2017 – Estamos todas bien. Salamandra Graphic. ISBN 978-84-16131-34-1.[13]
- 2017 – En Transición. Autor: Alberto Haller. Barlin Libros. ISBN 978-84-946683-4-0.[14]
- 2017 – Mexique: el nombre del barco. Autora: María José Ferrada. Ediciones Tecolote. ISBN 9786079365820.
- 2021 –Todo bajo el sol. Salamandra Graphic. ISBN 978-84-16131-78-5.[15]